# Ken Bartholomew
Kenneth Eldred "Ken" Bartholomew, född 10 februari 1920 i Leonard i North Dakota, död 9 oktober 2012, var en amerikansk skridskoåkare.
Bartholomew blev olympisk silvermedaljör på 500 meter vid vinterspelen 1948 i Sankt Moritz.